# Бівергед (округ, Монтана)
Шаблон:StateAbbr_ 45°07′ пн. ш. 112°54′ зх. д. / 45.12° пн. ш. 112.9° зх. д.
Округ  Бівергед (англ. Beaverhead County) — округ (графство) у штаті  Монтана, США. Ідентифікатор округу 30001.

## Історія
Округ утворений 1865 року.

## Демографія
За даними перепису 
2000 року 
загальне населення округу становило 9202 осіб, зокрема міського населення було 4306, а сільського — 4896.
Серед мешканців округу чоловіків було 4713, а жінок — 4489. В окрузі було 3684 домогосподарства, 2355 родин, які мешкали в 4571 будинках.
Середній розмір родини становив 2,95.
Віковий розподіл населення поданий у таблиці:
| Стать    | До 15 років | 15-21 | 22-29 | 30-39 | 40-49 | 50-65 | 65-85 | Понад 85 |
| -------- | ----------- | ----- | ----- | ----- | ----- | ----- | ----- | -------- |
| Чоловіки | 931         | 656   | 420   | 557   | 740   | 814   | 526   | 69       |
| Жінки    | 821         | 606   | 380   | 538   | 738   | 751   | 519   | 136      |

## Суміжні округи
- Дір-Лодж — північ
- Сілвер-Бау — північ
- Медісон — схід
- Фремонт, Айдахо — південний схід
- Кларк, Айдахо — південь
- Лемгай, Айдахо — захід
- Раваллі — північний захід

## Виноски
1. ↑  US Decennial Census. US Census Bureau. Архів оригіналу за 26 квітня 2015. Процитовано 27 листопада 2014.
2. ↑  Historical Census Browser. University of Virginia Library. Архів оригіналу за 30 травня 2019. Процитовано 27 листопада 2014.
3. ↑  Population of Counties by Decennial Census: 1900 to 1990. US Census Bureau. Архів оригіналу за 22 вересня 2018. Процитовано 27 листопада 2014.
4. ↑  Census 2000 PHC-T-4. Ranking Tables for Counties: 1990 and 2000 (PDF). US Census Bureau. Архів оригіналу (PDF) за 18 грудня 2014. Процитовано 27 листопада 2014.
5. ↑  State & County QuickFacts. US Census Bureau. Архів оригіналу за 7 липня 2011. Процитовано 14 вересня 2013. [Архівовано 2011-06-06 у Wayback Machine.](англ.) Наведено за англійською вікіпедією.
6. ↑  American FactFinder. Бюро перепису населення США. Архів оригіналу за 26 лютого 2012. Процитовано 31 січня 2008. [Архівовано 2008-05-21 у Wayback Machine.]

| США | Це незавершена стаття з географії США. Ви можете допомогти проєкту, виправивши або дописавши її. |